# Јован Психаит
Преподобни Јован Психаит је хришћански светитељ. У раној младости удаљио се од света и повукао у лавру Психаитску у Цариграду. Ту се подвизавао многе године ради Христа. У VIII веку, кад је владало иконоборство, био је изгнан због иконопоштовања.
Српска православна црква слави га 26. маја по црквеном, а 8. јуна по грегоријанском календару.